# Conny Sommer
Konrad „Conny“ Sommer (* 1963 in Hamburg) ist ein deutscher Musiker, Lehrer, Dozent und Autor. Er spielt Cajón.

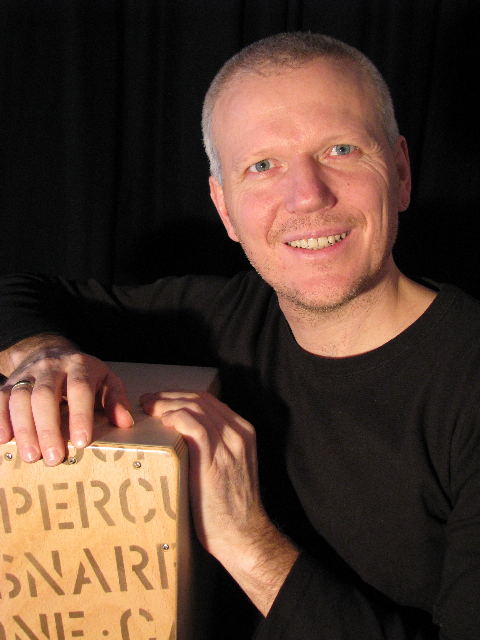
Conny Sommer (2008)

## Leben
Conny Sommer fing mit neun Jahren an Schlagzeug zu spielen. Im Alter von 16 Jahren fand er zur Percussion. Später studierte er Musikwissenschaften in Hamburg.
Er ist Mitglied der Gruppe Matamá, spielte bei Radio Tarifa als Gast und als Sideman mit mehreren Bands der Flamenco-Szene. In anderen Bereichen der Musik war er u. a. mit der NDR Bigband, Dieter Thomas Kuhn,  Fehlfarben, Disco Boys, sowie beim Musical „Der König der Löwen“ tätig. Er gibt regelmäßig eigene Konzerte. Im Sommer 2010 spielt er mit Rolando Villazón auf dessen Europatournee.
Conny Sommer arbeitete außerdem als Dozent an der Musikhochschule Hamburg, der Lola Rogge Schule für Tanz und tänzerische Gymnastik in Hamburg, am Institut für Lehrerfortbildung in Hamburg sowie im Arbeitskreis für Schulmusik, Hamburg. Der Musiker lebt in Leipzig.

## Veröffentlichungen
- Lehrbuch für Cajon (1999, engl. Ausgabe 2001)
- Lehr-DVD „Cajon“ in Deutsch und Englisch (2003, 2005 in USA und Japan)
- „Cajon-Workshop“ in der Zeitschrift „drums&percussion“[12]